# Димова Євдокія Василівна
Євдокія Василівна Димова (10 березня 1922 — 27 квітня 2009) — передовик радянського сільського господарства, доярка радгоспу «Мутницький» Прилузького району Комі АРСР, Герой Соціалістичної Праці (1976).

## Біографія
Народилася в 1922 році в селі Таліца, нині Прилузького району Республіки Комі в російській селянській родині.
З п'ятнадцяти років працювала в рільництві місцевого радгоспу "Мутницький". У 1939 році перейшла працювати на ферму дояркою. Щороку добивалася високих результатів по надою молока. У її групі було 20 корів. Після переходу на механізоване доїння її група збільшилася до 50 голів. Однак, Євдокія Василівна попросилася залишити її працювати на ручне доїння. Так і пропрацювала до виходу на пенсію. 
Указом Президії Верховної Ради СРСР від 23 грудня 1976 року за отримання високих показників у сільському господарстві і рекордні надої молока Євдокії Василівні Димовій присвоєно звання Героя Соціалістичної Праці з врученням ордена Леніна і медалі «Серп і Молот».
Неодноразово брала участь у виставках досягнень народного господарства. Загальний трудовий стаж склав 39 років. Була депутатом Прилузької районної і сільської рад. 
Померла 27 квітня 2009 року. 

## Нагороди
- золота зірка «Серп і Молот» (23.12.1976)
- два ордени Леніна (06.09.1973, 23.12.1976)
- Орден Трудового Червоного Прапора (08.04.1971)
- інші медалі.
- Заслужений працівник сільського господарства Комі АРСР.
- Почесний громадянин Прилузького району Комі АРСР[2].